# 2674 Pandarus
2674 Pandarus eller 1982 BC3 är en trojansk asteroid i Jupiters lagrangepunkt L5. Den upptäcktes 27 januari 1982 av Oak Ridge-observatoriet. Den är uppkallad efter Pandaros i den grekiska mytologin.
Asteroiden har en diameter på ungefär 74 kilometer.